# 케빈 오리스
케빈 오리스(네덜란드어: Kevin Oris, 1984년 12월 6일 ~ )는 벨기에 국적의 축구 선수로, 현재 벨기에 세컨드 아마추어 디비전의 세스 스포츠에서 포워드로 뛰고 있다. K리그 등록명은 케빈이다.

## 축구인 경력

### 선수 경력
프로 데뷔 이후 벨기에의 3부 리그와 4부 리그를 오가며 활약하였으며 2005-06 시즌 펼친 활약으로 당시 주필러 리그에 소속되어 있던 KSV 루셀라레로 이적하였다. 하지만 많은 기회를 잡지 못하자 주전 출전을 위해 2부 리그의 KVSK 유나이티드로 이적하였고 성공적인 시즌을 보낸 후 RAEC 몽스로 이적하며 1부 리그로 복귀하였다. 몽스의 강등 후 로열 앤트워프로 이적하였고 2010-11 시즌 팀 득점인 54골의 절반에 육박하는 21골을 기록하여 벨기에 2부 리그 득점 랭킹 2위에 올랐다.
2012 시즌을 앞둔 대전 시티즌으로 이적하여 K리그에서 활약하는 첫 번째 벨기에 국적 선수가 되었다. 개막 이후 팀의 부진과 함께 2달 간 득점을 올리지 못하여 주변의 우려를 사기도 하였으나 5월 5일 수원 삼성 블루윙즈를 상대로 멀티골을 터뜨린 것에 이어 6월 14일 강원과의 경기에서도 2골을 기록하여 우려를 불식시켰다. 10월 7일 강원 FC와의 경기에서는 세 골을 성공시키며 K리그에서의 첫 해트트릭을 기록하였다. K리그 총 37경기에서 16골을 터뜨려 득점 랭킹 5위에 올랐고, 이러한 활약을 바탕으로 시즌이 끝나고 이적료 5억 원에 전북 현대 모터스로 이적하였다. 2014년 1월 20일 중국 랴오닝 훙윈로 이적하였다.
2015년 2월 16일 인천 유나이티드 FC로 이적하며 K리그로 복귀하였다.
2016년 12월 J2리그의 교토상가로 이적하였다.